# Capitanía General de la Costa
La Capitanía General de la Costa del Reino de Granada fue una institución creada después de la guerra de rebelión de los moriscos (1568-1571) y a raíz de la antigua Capitanía General del Reino de Granada. Tuvo sede primero en Vélez-Málaga y después en Málaga y se mantendría vigente hasta finales del siglo XVIII.

## Origen
Según Antonio Jiménez Estrella, la creación de la Capitanía General de la Costa del Reino de Granada supuso la relegación política de don Íñigo López de Mendoza, marqués de Mondéjar, que ostentaba gran poder político, militar y jurisdiccional como capitán general del Reino. El Consejo de Guerra trató de fijar el nuevo marco normativo de la institución y a partir de 1574 le daría el nombre de Capitanía General de la Costa nombrando capitán general de la costa a don Francisco de Córdoba, uno de los generales que participaron en la guerra de rebelión. Sus competencias se limitaban exclusivamente a la franja costera, tendría que residir en Vélez-Málaga con una retribución anual de 2000 ducados. 

## Etapas
En el siglo XVII, durante los reinados de Felipe III y Felipe IV, la capitanía ejerció un papel secundario, aunque volvería a ganar protagonismo, pasando a centralizar desde Málaga operaciones como el establecimiento de cordones sanitarios contra epidemias.
La Capitanía General de la Costa entraría en declive en el Antiguo Régimen, experimentando un importante estancamiento con la pérdida del valor económico y estratégico.